# Капітанівка (станція)
Капіта́нівка — пасажирсько-вантажна залізнична станція Шевченківської дирекції Одеської залізниці.
Розташована в селищі міського типу Капітанівка Новомиргородського району Кіровоградської області.

## Історія станції
Станція Капітанівка відкрита 1914 року одночасно з введенням в експлуатацію дільниці Бахмач-Пасажирський — Одеса-Головна. Того ж року побудований типовий для малих станцій вокзал, що мав зубчастий карниз і ризаліт, одночасно зі станцією Новомиргород. Подібні вокзали в Україні зустрічаються чи не найчастіше.
1919 рік відзначився Григор'євським повстанням — одним із найбільших повстань проти більшовиків в Україні. Воно частково проходило на станції Капітанівка. 3 квітня 1919 року сюди увійшли бійці отамана Григор'єва.
Під час Другої світової війни станція була зруйнована, однак вокзал зовсім не постраждав. Після війни станцію відновили, а 1962 року — реконструйований.
1962 року станцію Капітанівка було реконструйовано, внаслідок чого розширилося колійне господарство, а вантажообіг з 1958 по 1970 роки збільшився майже на 70 %.

## Пасажирське сполучення
Станція обслуговує пасажирів далекого та приміського сполучення, а також виконує вантажні операції.
Потяги далекого сполучення:
- Одеса-Головна — Житомир (через день)

Потяги приміського сполучення:
- Імені Тараса Шевченка — Виска
- Імені Тараса Шевченка — Помічна